# أزناب العليا (تشهاردانغة)
أزناب العلیا (بالفارسية: ازناب علیا) هي قرية تقع في إيران في قسم تشهاردانغة الریفي. يقدر عدد سكانها بـ 164 نسمة بحسب إحصاء 2016.